# 香月清人
香月 清人（かつき きよと 1954年（昭和29年）9月25日 - ）は、福岡県田川市出身の柔道家。身長166cm。得意技は小内刈、背負投。現在大阪府警察本部に所属し柔道部師範を務めている。8段。

## 経歴
小学校3年の時に大阪に引っ越して、大阪市立日本橋中学校1年の時に柔道を始めた。初芝高等学校（現・初芝立命館中学校・高等学校）に進学した。1971年（昭和46年）、1972年にインターハイの軽量級で連覇を果たした。東海大学に進学し卒業後は大阪府警察に就職した。
1979年世界柔道選手権大会の71kg級に出場し決勝でエツィオ・ガンバを破り金メダルを獲得した。モスクワオリンピックの日本代表にも選ばれたが日本のボイコットによりオリンピック出場は果たせなかった。
2001年（平成13年）には小俣幸嗣と共にヨルダンでの柔道指導を行っている。

## 主な成績
- 世界柔道選手権大会 71kg級優勝（1979年）
- 講道館杯全日本柔道体重別選手権大会 71kg級優勝（1979年）
- 全日本選抜柔道体重別選手権大会 71kg級優勝（1980年、1981年）

## 受賞歴
- 朝日スポーツ賞（1979年）[6]